# 東方角鴞
为鴟鴞科角鴞屬下的一个种。

## 描述
東方角鴞体型小、羽毛多变、其眼睛为黄色，耳簇不经常直立。通过其发白的肩胛条纹，特征明显的下体、非苍白色的颈部很容易能将其与领角鸮区别开来。東方角鴞有两种颜色：灰色和红褐色；有时也会出现颜色两者只见的个体。性别并不会导致颜色出现显著差异。當被打扰时，个体可能會因半閉眼睛并愣住。東方角鴞会发出如同“tuk tok torok（英文拟声词）”一样的明亮叫声。

## 分布与栖息地
東方角鴞非常广泛地分布于東亞和南亞，并且在位于俄羅斯聯邦到泰國的干燥落叶林中也有分布。東方角鴞在二月至四月会在树洞中筑巢。

## 圖集
- 印度
- 成鳥, 印度
- 亞種 O. s. modestus (Walden, 1874), 印度

## 外部連結
- 维基共享资源上的相關多媒體資源：東方角鴞
- 維基物種上的相關：東方角鴞